# Château de Hameau
Le château de Hameau est un château située dans le village belge de Ham-sur-Heure (Région wallonne). Il est situé au croisement entre le chemin de Hameau et l'allée des Écureuils.

## Histoire

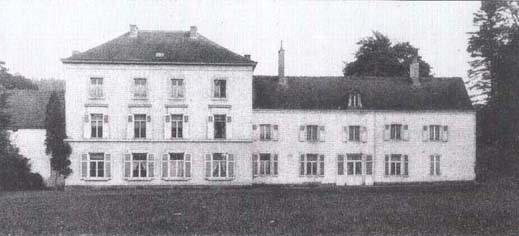
Le château avant 1908.

Le château est probablement construit durant la première moitié du XIXe siècle et initialement occupé par Henriette de Paul de Barchifontaine. Cette dernière décède le 8 septembre 1875, le château est alors occupé par le comte Albert de Looz-Corswarem jusqu'en 1887, puis par de Auguste Hubert qui meurt en 1914.
En 1920, les sieurs Charlier, Pourbaix et Nicaise achètent les lieux à la famille de Paul de Barchifontaine. En 1930, les de Ponthière, notaires de Ham-sur-Heure, acquièrent le château et le gardent jusqu'en 1956, il passe ensuite entre les mains de François Berlingin.
Les lieux changent de destination en 1964 et deviennent une résidence pour personnes âgées, soit la maison de repos "Le Castel".

## Galerie

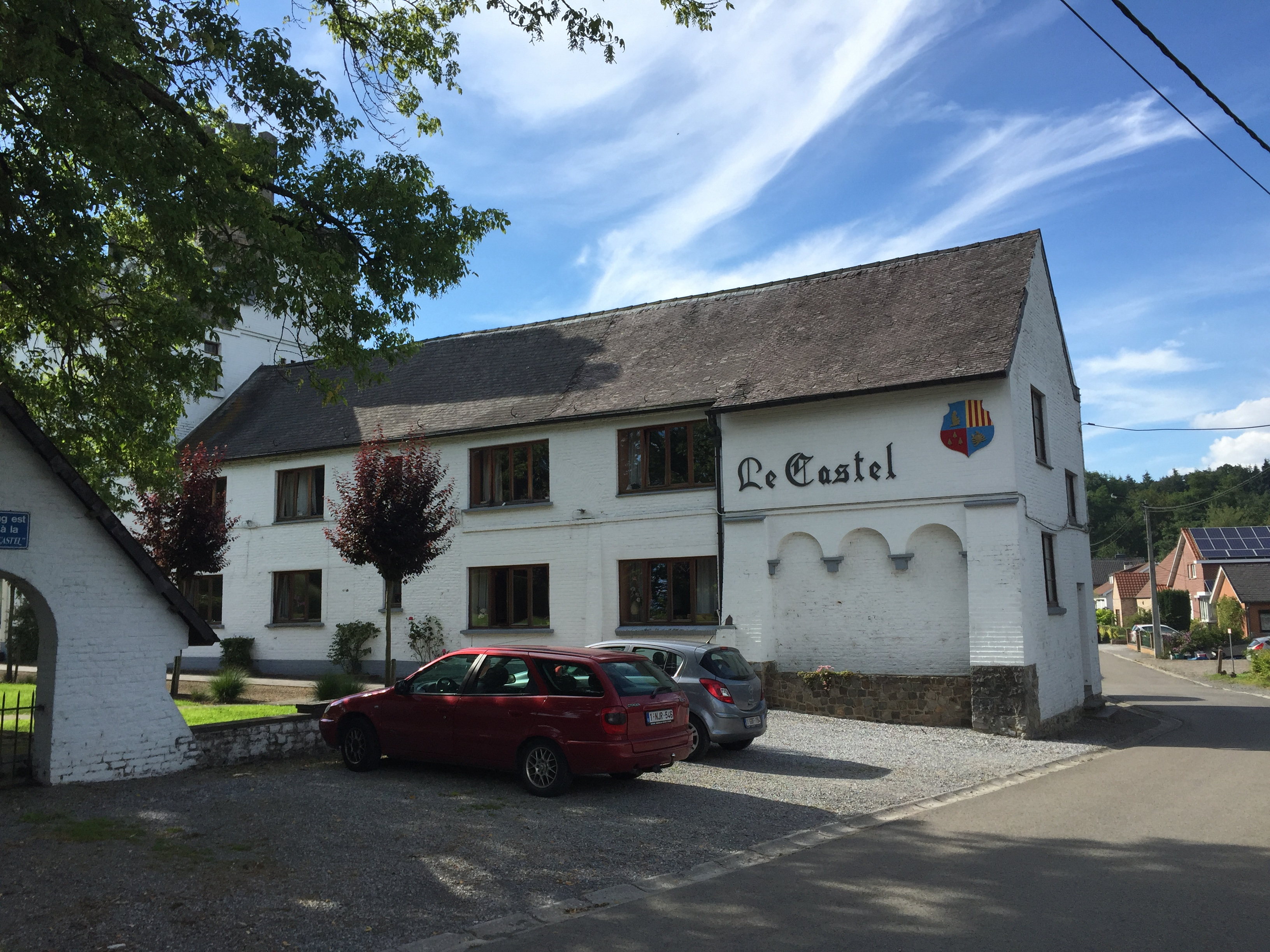
Vue de côté.
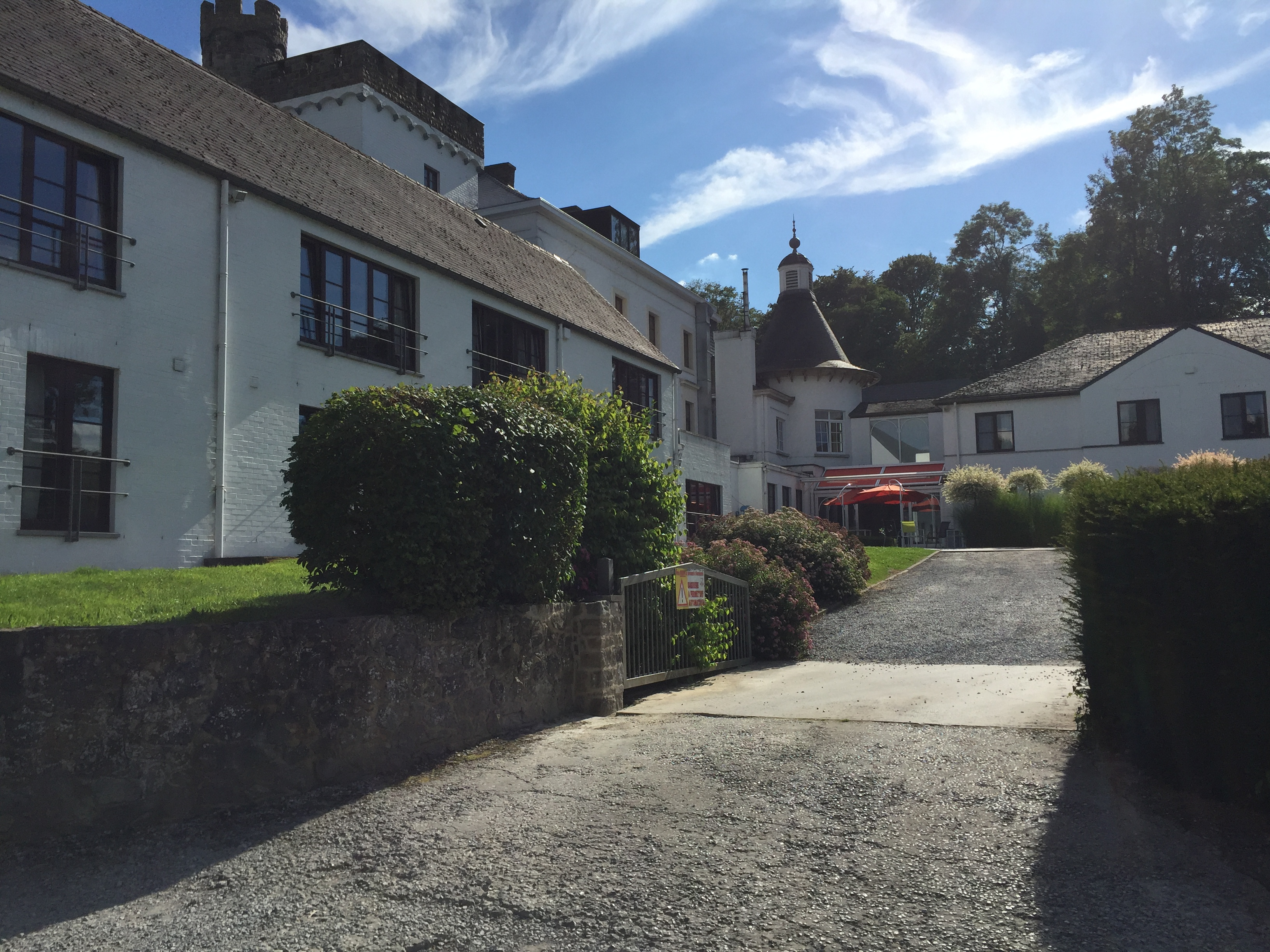
Vue arrière.